# Neyveli Airport
Neyveli Airport är en flygplats i Indien.   Den ligger i distriktet Cuddalore och delstaten Tamil Nadu, i den södra delen av landet, 1 900 km söder om huvudstaden New Delhi. Neyveli Airport ligger 53 meter över havet.
Terrängen runt Neyveli Airport är platt. Runt Neyveli Airport är det tätbefolkat, med 881 invånare per kvadratkilometer. Närmaste större samhälle är Kurinjippādi, 9,8 km sydost om Neyveli Airport. Trakten runt Neyveli Airport består till största delen av jordbruksmark.

## Airlines and destinations
| Flygbolag  | Destinationer |
| ---------- | ------------- |
| Air Odisha | Chennai       |